# Lars Balk
Lars Balk (prononcé en néerlandais : [ˈlɑrz ˈbɑl(ə)k]), né le 26 février 1996, est un joueur néerlandais de hockey sur gazon qui joue en tant que défenseur ou milieu de terrain pour le SV Kampong et l'équipe des Pays-Bas.

## Carrière en club
Lars Balk a commencé à jouer au hockey sur gazon à l'âge de cinq ans dans le club local, le MHC Vianen. À 12 ans, afin de jouer à un niveau supérieur, il est passé au SV Kampong, dont l'équipe première évolue au plus haut national. Il a fait ses débuts dans l'équipe première de Kampong à l'âge de 17 ans. Balk a disputé quatre matches de l'Ligue européenne de hockey sur gazon 2014-15, où son équipe a atteint les quarts de finale. Dans sa deuxième participation à la Ligue européenne, ils ont atteint la finale et ont remporté le tournoi.

## Carrière internationale
Avant que Lars Balk ne fasse ses débuts pour l'équipe senior en extérieur, il a joué pour l'équipe en salle lors de l'édition 2015 de la Coupe du monde, remporté par les Pays-bas. Il a fait ses débuts en équipe nationale senior en janvier 2016 lors d'un match amical contre l'Argentine. Non sélectionné pour le Championnat d'Europe masculin de hockey sur gazon 2017 avec l'équipe senior, il a disputé le championnat d'Europe junior 2017. Balk a disputé les sept matches de la Coupe du monde 2018 et a marqué un but. L'équipe néerlandaise y a atteint la finale, qu'elle a perdu contre la Belgique. En juin 2019, il est sélectionné dans l'équipe des Pays-Bas pour le Championnat d'Europe masculin de hockey sur gazon 2019. Il y obtient avec son équipe une médaille de bronze grâce à une victoire face à l'Allemagne 4-0 en match de classement.